# Abraão (Florianópolis)
Abraão é um bairro da cidade brasileira de Florianópolis, capital do estado de Santa Catarina. Está situado no sul da porção continental do município, entre os bairros de Capoeiras, Bom Abrigo, Itaguaçu e Coqueiros. O bairro, antes esquecido pelas empresas imobiliárias, começou a ganhar popularidade nos últimos anos.

## Geografia
O bairro é banhado pela Baía de São José ao oeste, sendo a mesma a parte mais plana do bairro. O distrito faz limites com os bairros de Capoeiras, no norte, Bom Abrigo, no oeste, Itaguaçu, no sul e Coqueiros no sudeste. 
Ainda no bairro do Abraão, está localizada a Ilha das Conchas, a qual se encontra bem à frente da Praia de Furnas, ambos locais famosos no bairro.

## Pontos de interesse
Existem diversas atividades disponíveis na região, podendo-se citar o Parque do Abraão, inaugurado em 2020  ou o Parque de Aventura, instalado em uma pedreira desativada, no qual se podem praticar escaladas com a assistência de membros da associação com sede no local. Há também uma grande quantidade de locais gastronômicos,  de restaurantes locais à bares populares, sendo a maioria presente na Rua João Meirelles, rua principal do bairro, ou na Avenida Patrício Caldeira de Andrade.

## História
O bairro do Abraão, antigamente, possuía poucos moradores, sendo habitado apenas por alguns pescadores. A verdadeira função da região era a de reabastecimento de embarcações na faixa de areia, atual Praia de Furnas. Durante a década de 1950, o bairro do Bom Abrigo, que estava a crescer, passou a integrar o Abraão, que ainda era esquecido e pouco habitado. 

Entretanto, entre a década de 1980 e 1990, o Abraão passou a crescer e se expandir e, em 1999, o bairro e seus limites foram oficialmente reconhecidos pela prefeitura municipal.